# Зогбе, Люк
Люк Зогбе́ (фр. Luck Zogbé; род. 24 марта 2005) — ивуарийский футболист, защитник клуба «Брест».

## Клубная карьера
Зогбе — воспитанник клуба «Сассандра». В 2024 году игрок подписал контракт с французским «Брестом». 20 января в поединке Кубка Франции против «Трессельяка» Люк дебютировал за основной состав. 14 апреля в матче против «Лиона» он дебютировал в Лиге 1. 